# Andrei Fedoriv
Andrei Fedoriv (Leópolis, Unión Soviética, 11 de agosto de 1963) es un atleta soviético retirado especializado en la prueba de 200 m, en la que ha conseguido ser medallista de bronce europeo en 1986.

## Carrera deportiva
Fue cuatro veces campeón en Pista Cubierta de la Unión Soviética de los 200 metros.
En el Campeonato Europeo de Atletismo de 1986 ganó la medalla de bronce en los 200 metros, corriéndolos en un tiempo de 20.84 segundos, llegando a meta tras su compatriota Vladimir Krylov (oro con 20.52 s) y el alemán Jürgen Evers (plata con 20.75 s).